# هاي فيرغو
صاروخ هاي فيرغو، (بالإنجليزية: High Virgo)‏. المعروف أيضا باسم أسلحة النظام 199C (WS-199C)، وكان النموذج صاروخ باليستي يطلق من الجو (ALBM) وضعه بالاشتراك مع شركة لوكهيد وتقسيم إكس من جنرال دايناميكس خلال أواخر 1950. أثبت الصاروخ نجاحا معتدلا وساعد في تطوير لاحقا GAM-87 Skybolt ALBM. كما تم استخدامه في الاختبارات المبكرة للأسلحة المضادة للأقمار الصناعية.

## خلفية تاريخية
كجزء من مشروع WS-199 لتطوير أسلحة إستراتيجية جديدة للقيادة الجوية الاستراتيجية للقوات الجوية الأمريكية، اقترحت شركة لوكهيد وقسم كونف إير من جنرال ديناميكس تطوير صاروخ باليستي يطلق من الجو، والذي ستنقله كونزار. B-58 مزاح قاذفة متوسطة الصوت أسرع من الصوت. في أوائل عام 1958 ، تم منح الشركتين عقدًا لتطوير السلاح، تم تعيينه WS-199C وأعطاهما اسمًا برمجيًا «هاي فيرغو». في حين كان الهدف من المشروع هو إجراء عملية بحث وتطوير صارمة، كان من المخطط أن يتم تطوير هذا السلاح بسرعة ليصبح نظامًا تشغيليًا إذا لزم الأمر.